# Opra Szabó István
Opra Szabó István (Békés, 1950. március 10. – Zirc, 2001. január 1.) szobrászművész.
Gyermekkorától készített szobrokat – elsősorban fából. Herenden porcelánfestést tanult. Dolgozott a  zebegényi művésztelepen, különböző képzőművészeti körökben képezte magát, többek között a jelentős budapesti Dési-Huber Szabadiskolában.
Zircen élt, ahol kézműves és tárgyalkotó műhelyt vezetett. A III. Béla Gimnáziumban oktatott szobrászatot.
Jellegzetes különc figurákat, bibliai témákat, és szép emberi testeket formált meg. Érett korában ólomból is formált szobrokat.
Opra Szabó Zsófia látványtervező édesapja.

## Legismertebb munkái
- Reguly a zirci németségért
- Borostyánkút (Bakonybél)
- Szent Gellért
- Apám
- Kék madár

## Kiállításai
- Ajka, 1979
- Zirc, 1990
- Bakonybél, 1996
- Várpalota
- Noszlop vendége, 1996